# 発泡日本酒

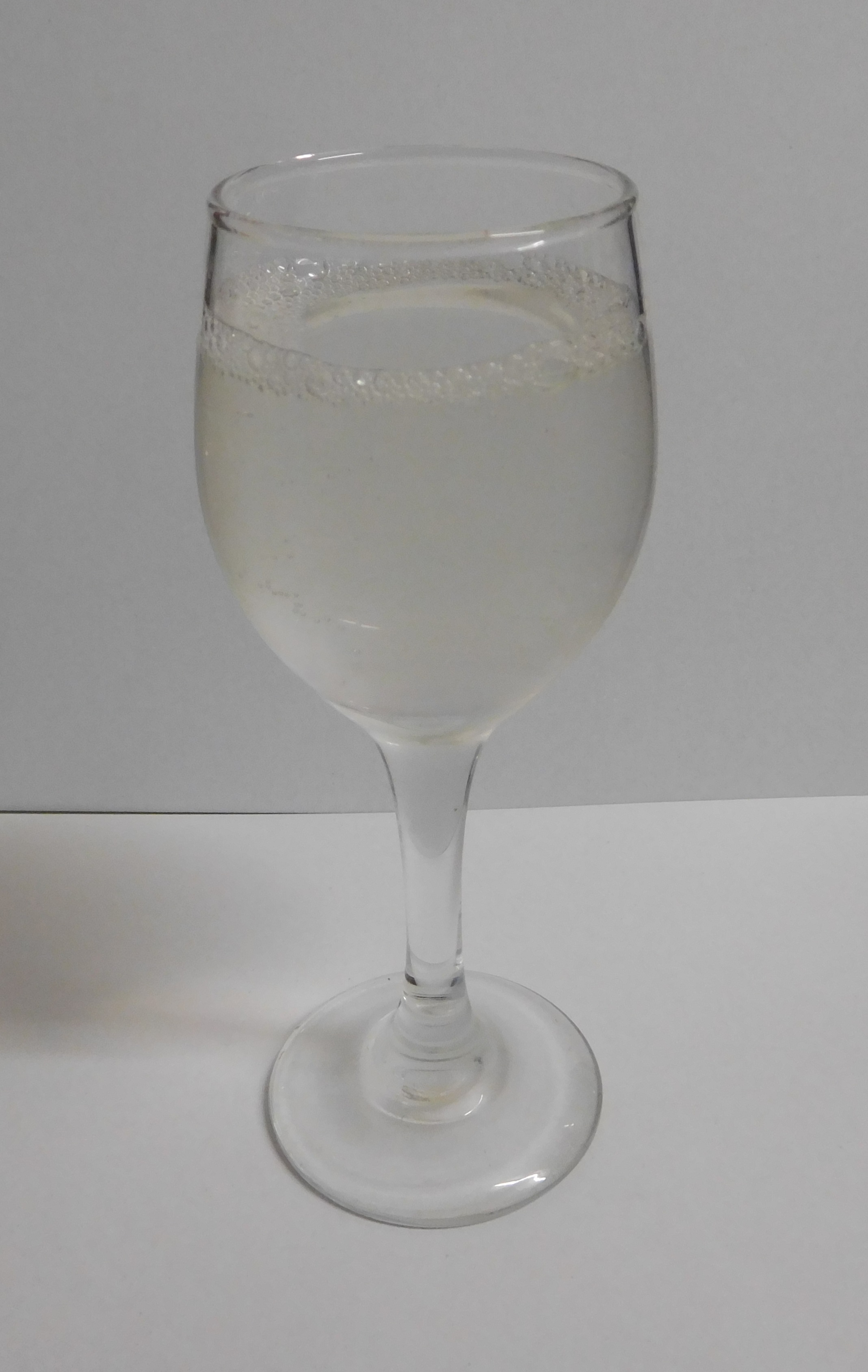
発泡日本酒（伊勢志摩シュワワ）

発泡日本酒（はっぽうにほんしゅ）とは、発泡性のある、すなわち炭酸ガスを含んでいる日本酒のこと。発泡清酒（はっぽうせいしゅ）、スパークリング日本酒とも呼ばれる。また「活性」と表示された場合、それが発泡を意味している場合も多い。無色透明に近い発泡清酒だけでなく、滓（おり）によって濁っているタイプ（「発泡にごり酒」「活性にごり酒」と呼称されることもある）も多い。

## 歴史
1920年（大正9年）、醸造試験所発行の「釀造試驗所報告 第82號」にて、同試験所技師の佐藤寿衛が「泡沸性飲料製造」を報告。これは、清酒類に炭酸ガスや糖類などを溶け込ませ、シャンパンのようなガス感のある飲みものをつくる研究であった。1934年（昭和9年）には、醸造学者の中島文雄が瓶内二次発酵タイプの「清酒又は清酒代用飲料」の製造方法を特許申請している。1939年（昭和14年）には、ハワイのホノルル酒造製氷社が日本酒に少量のワインとグレープ・ライム・オレンジの香料を添加し、炭酸ガスを吹き込んだ「ポロチャンピオン」を発売したが、ほどなくして第二次世界大戦の影響で発売中止を余儀なくされた。1964年（昭和39年）に、京都伏見の増田德兵衛商店が酵母の発酵により発生した炭酸ガスを溶け込ませた「月の桂 大極上中汲 にごり酒」を発売。1968年（昭和43年）には、複数の酒蔵が連携し、炭酸充填タイプの発泡性ソフト清酒「パンチメイト」が発売されたが、売れ行きは芳しくなかったようである。
平成以降、消費者の嗜好の広がりとそれに合わせた酒蔵による日本酒の多様な展開の一環として、市場で脚光を浴びるようになってきた。1998年に、宮城県の一ノ蔵が瓶内二次発酵による、淡雪のような濁りを持つ発泡性低アルコール日本酒「一ノ蔵 発泡性酒 すず音」を発売。従来の清酒の製法である並行複発酵ではなく、蒸した米と米麹を多量の乳酸の存在下で糖化させたのち、加熱して糖化を停止させてから発酵させ、低めのアルコールと酸味を付与する製造法で、1997年に同社から特許が出願された。品質管理の条件から当初の取扱店は多くなかったものの、テレビの深夜番組『DAISUKI!』で取り上げられたことから注目を集めた。2000年に、月桂冠が「Zipang」を発売。タンク内で二次発酵を行い、固形物や酵母を濾過して取り除いてから瓶に加圧充填することで、発酵により生じた炭酸ガスを揮散させることなく封じ込めた製品であった。
2008年には、群馬県川場村の永井酒造が日本で初めて、瓶内二次発酵かつ液色が透明なスパークリング日本酒「MIZUBASHO PURE」を発売した。
2016年には発泡日本酒を製造する酒蔵各社により「awa酒協会」が設立された。醸造方法や品質について独自の基準で監査しており、2024年11月時点で33の酒蔵が参加している。
フォーミュラ・ニッポン→スーパーフォーミュラや全日本ロードレース選手権など日本国内のモータースポーツイベントの一部では、表彰式でのシャンパンファイトに発泡日本酒を用いている。

## 製法
製法には、シャンパンと同様の瓶内二次発酵方式と、炭酸ガス注入方式とがある。また、搾りたての清酒には溶存炭酸ガスによる微発泡性を持つものもある。

### 瓶内二次発酵方式
アルコール発酵が止まっていない醪（もろみ）を火入れせずに酵母が生きた状態で瓶詰めし、瓶内でさらに発酵を進めて炭酸ガスを瓶内に閉じ込める方法。純米酒に用いられることが多い。
この製法がワインに対するシャンパーニュと同等の製法である。

### 炭酸ガス注入方式
アルコール濃度の低い酒に炭酸ガスを溶かし込んで製造する。純米酒の原酒で、水も加えていなければ炭素濾過もしていない酒が対象とするのに適しているといわれる。
炭酸ガスを入れてから十日ほど経ったときに醪をしぼり、もう一度酵母を入れて醗酵させ、出てくる炭酸ガスを低温でそのまま溶存させて出荷する。瓶内二次発酵方式に比べ、アルコール度数の低い酒を造りやすい利点がある。気体の液体への溶解度は低温の方が高くなるため、低温下で炭酸ガスを封入することによりガス圧の高い発泡日本酒が得られる。

## 特徴
清酒や静置されていても瓶内で濁りが均等になっている発泡日本酒は、同じく発泡性であるスパークリングワイン同様、開栓前に揺らしたり振ったりすることは禁物である。品質の劣化や炭酸ガスの噴出を避けるため、開栓には注意を要し、栓をゆるめて中から発泡してきたらしばらく様子を見ながらゆっくりと開ける。滓が瓶底に沈殿している微発泡タイプの濁り酒では、瓶を静かに揺らして滓を拡散させてから注ぐことが推奨されている商品もある。
冷やして飲むのが基本であり、幅広い料理と相性が良く、特に生牡蠣など魚介類とよく合う。